# Valle Pezzata
Valle Pezzata è una frazione del comune di Valle Castellana in Provincia di Teramo, raggiungibile solo a piedi.
La seconda parte del toponimo, pezzata, è il derivato di pezza ossia "terreno diviso in appezzamenti" o "terreni quotizzati". Lo storico Niccola Palma (vol. IV, pag. 235 della 1ª ediz.) ipotizza invece che il nome pezzata derivi da pozzata ossia località sita in una zona affossata, come di fatto è il più antico dei suoi casali, quello da borea.
Il suo territorio è compreso nell'area dei Monti della Laga, nel cuore del Parco nazionale del Gran Sasso e Monti della Laga. La frazione ha due borghi, vicini tra loro: Valle Pezzata da Sole e Valle Pezzata da Borea.

## Paese disabitato
Nel 1804 Vallepezzata contava 158 anime, come indicato da Luigi Ercole nel suo Dizionario (a pag. 95).
Nel 1841 contava 102 abitanti. Oggi, invece, è totalmente disabitato e decadente.

## La chiesa
Fin dall'età medioevale Valle Pezzata, insieme ad altri borghi siti nell'alta valle del Castellano, dipende dalla Diocesi di Ascoli.
La sua chiesa è dedicata a San Nicola di Bari, facente parte della parrocchia della SS Annunziata di Valle Castellana.
La chiesetta del paese, l'unica esistente, ha piccole dimensioni e pianta rettangolare; l'abside è stata recentemente eliminata.
Sotto gli architravi delle porte vi sono teste di gufo a forma di mensole; su quella laterale vi è il rilievo di un leone rampante recante la data 1519. 
All'interno non vi sono beni o opere d'arte di pregio.  
L'altare, di piccole dimensioni, di travertino e la statua dedicata a San Vincenzo (opere degli artigiani della Val Gardena) sono di recente produzione (1954).
La campana ha dimensioni di cm. 37,5 x 41 e reca la seguente iscrizione in caratteri tardo gotici di non facile lettura: AVE M LM CISTER 0 A R L V D T M 0 MCCCCQIIII. 
La campana sembra provenire dal distrutto convento di San Francesco al cavallaro.

## Usi e tradizioni
Decenni or sono, quando d'inverno la neve cadeva abbondante e il terreno era gelato, risultava scomodo scavare una buca nel terreno per seppellirvi i morti.
Perciò si usava lasciare il cadavere sopra il tetto, dove i lupi o altri animali selvatici non potevano arrivare, la rigida temperatura conservava il corpo in attesa della degna sepoltura che avveniva con il sopraggiungere dei primi tepori primaverili.

## Esperimento di ecovillaggio
A partire dal 2009 vi si è trasferito un piccolo gruppo, circa quindici persone originarie della provincia di Bergamo e autodefinitesi "biopionieri", assieme ad un polacco, hanno dato vita ad un esperimento di ecovillaggio estremo, provando  a vivere esclusivamente utilizzando le risorse provenienti dall'orto, tentando di rimettere in sesto alcune delle abitazioni abbandonate, utilizzandole in comodato d'uso, ed evitando l'utilizzo del riscaldamento di edifici. Il progetto è subito naufragato e dal 2009 fino a qualche anno fa era rimasto un solo abitante, Artur.